# Hardcore motherfuckers V.3
Hardcore motherfuckers V.3 è un album compilation hardcore pubblicato nel 2004, curato e mixato da Nico & Tetta.
Esso contiene 24 tracce realizzate da artisti noti a livello internazionale come Paul Elstak, Tommyknocker, Art of Fighters The Stunned Guys e Neophyte.
Nel disco sono presenti brani editi a fianco di nuove incisioni.

## Tracce
1. The Rapist - Silent Scream
2. Armageddon Project - Spawn of Misanthropy
3. Dj Mad Dog - Cocaine from Bolivia
4. Bse - Headache Fm
5. Re Style - Fucking on the Dancefloor
6. Art of Fighters - Mistake
7. Dj Isaac & Dj The Viper - Trigga Finga
8. The Stunned Guys & Dj Paul - Mind Controller
9. Jappo Vs Lancinhouse - Exlxaxl (dj Neophyte Vs Evil Activities Rmx)
10. Nosferatu - Cameltoe
11. Dj Partyraiser & T.i.m. - Kaos to Texas
12. Tha Playah - Fuck tha Fame
13. Placid K - G Member
14. Dj Bike - Bike's Drum
15. Rotterdam Terror Corps - There Is Only One Terror (The Stunned Guys Rmx)
16. Rotterdam Terror Corps - Raveworld
17. Ophidian - Butterfly Vip
18. Project Omeaga - Prednision-Attack
19. Hardcore Brothers - Back to da Past
20. Nuclear Device - I'm a Killah
21. Art of Fighters - Game Don't Stop
22. The Viper & Tommyknocker feat. Mc Da Mouth of Madness - The Prophecy Unfolds (Tha Playah Remix)
23. The Stunned Guys - You Will Survive
24. Neophyte Vs Evil Activities - One of These Days